# Nicolas Chalon du Blé

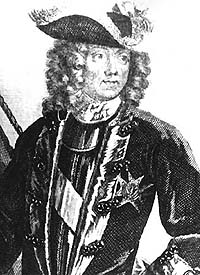
Nicolas du Blé mit dem Ordenskreuz vom heiligen Geist, Marschall von Frankreich und Diplomat Ludwigs XIV.

Nicolas Chalon du Blé (* 24. Januar 1652 in Chalon-sur-Saône; † 10. April 1730 in Paris), Marquis von Uxelles und Cormatin (Département Saône-et-Loire), Ritter des Orden vom heiligen Geist und Marschall von Frankreich war ein französischer Militär unter Ludwig XIV. und Diplomat sowie Außenminister (1715–1718) unter Ludwig XV. Er ist auch bekannt als Marschall d’Huxelles (oder d’Uxelles).

## Leben
Nicolas Chalon du Blé entstammte einem alten burgundischen Adelshaus und wurde als zweiter Sohn von Louis Chalon du Blé, Marquis von Uxelles (1619–1658), und der Marie Le Bailleul (1626–1712) geboren. Sein Vater fiel 1658 bei der Belagerung von Gravelines als hochdekorierter Offizier der französischen Armee, als Nicolas Chalon du Blé gerade sechs alt war. Er wurde Schützling von François-Michel Le Tellier, marquis de Louvois und schlug wie sein Vater die Militär- und Diplomatenlaufbahn ein. Er war ein hochintelligenter Mann mit vielen Fähigkeiten. 1670 erhielt er achtzehnjährig den Titel eines Capitaine général (politische Funktion in Frankreich bis 1792) von Chalon-sur-Saône. Schnell machte er Karriere in der königlichen Armee: 1672 wurde er Capitaine in der Infanterie, 1673 Lieutenant colonel eines selbst ausgehobenen Regiments. Er nahm am Holländischen Krieg teil und zeichnet sich 1678 bei der Eroberung von Gent aus. 1683 wurde er Maréchal de camp, 1681 Generalinspekteur der französischen Infanterie.
In den Jahren des Friedens, zwischen Holländischem Krieg und Pfälzischem Erbfolgekrieg, entwickelte Joseph de Montclar eine Baumschule für Obstbäume auf dem Land des Marquis von Uxelles, in Kintzheim und Haguenau.
Du Blé nahm 1688 als Lieutenant-général an der Belagerung von Philippsburg teil. Ein Jahr später war er während des Pfälzischen Erbfolgekrieges an der Belagerung von Mainz beteiligt, konnte eine Zeit lang die Zitadelle gegen die kaiserliche Truppen halten, musste aber schließlich den Rückzug nach Paris antreten, wo er öffentlich ausgepfiffen wurde. Dennoch bewahrte er sich des Königs und Louvois’ Vertrauen, wurde mit Rougemont-le-Château belehnt und erhielt am 14. Januar 1703 den Stab des Maréchal de France.
1709 quittierte er den aktiven Militärdienst, zog nach Paris und wechselte ins diplomatische Lager. Er nahm als Generalbevollmächtigter von Ludwig XIV. mit dem Abbé de Polignac an den Eröffnungskonferenzen von Geertruidenberg (9. März 1710) teil. 1713 vertrat er die Krone bei den Friedensverhandlungen von Utrecht. Im selben Jahr wurde er für seine Verdienste für die Krone zum Gouverneur des Elsass ernannt und 1714 in den Ritter-Orden vom heiligen Geist aufgenommen, den auch sein Vater trug. 1715 wurde er Stadtgouverneur von Straßburg. In dieser Zeit unterhielt er geheime Korrespondenzen nach Deutschland und Dänemark.

Wappen der Familie du Blé

Nach dem Tode des Sonnenkönigs war Chalon du Blé einer der Begründer der Polysynodie (Vielkonzilität: Ersatz aller Staatsminister durch Synoden (Gremien, Räte) mit je einem Vorsitzenden als Regierungssystem) von 1715 bis 1718 zu Beginn der sog. Regentschaft Philipps von Orléans (1715–1723). Er war Mitglied des neu geschaffenen Regentschaftsrates und vertrat die französische Krone darin als Vorsitzender des Außenministerialrates (Conseil des Affaires étrangères) von 1715 bis 1718. Später war er von 1726 bis 1729 Staatsminister.
Du Blé war nicht verheiratet und nach Berichten der Zeit als homosexuell bekannt. Er soll nach 1712 eine Affäre (mariage) mit der Gräfin Wartenberg in Paris gehabt haben, die er in Utrecht kennengelernt hatte.

## Einzelbelege
1. ↑  Maurice Lever: Les Bûchers de Sodome. Histoire des „infâmes“. Fayard, Paris 1985, ISBN 2-213-01553-8.
2. ↑  Didier Godard: Le Goût de Monsieur. L’homosexualité masculine au XVIIe siècle. editions H & O, Montblanc 2002, ISBN 2-84547-042-8, S. 171.
3. ↑  Das ietzt-lebende Europa oder genealogische Beschreibung aller ietzt-lebenden durchlauchtigsten Häupter (etc.) Mit Suppl. 8. Aufl. Ernst Ludw. Niedtens, 1727, S. 117 (books.google.de [abgerufen am 4. Januar 2020]).

| Vorgänger                               | Amt                                                               | Nachfolger       |
| --------------------------------------- | ----------------------------------------------------------------- | ---------------- |
| Jean-Baptiste Colbert, marquis de Torcy | Außenminister von Frankreich 23. September 1715–1. September 1718 | Guillaume Dubois |

| Personendaten    | Personendaten                                                                       |
| ---------------- | ----------------------------------------------------------------------------------- |
| NAME             | Chalon du Blé, Nicolas                                                              |
| ALTERNATIVNAMEN  | Nicolas Chalon du Blé, Marquis von Uxelles und Cormatin; Du Blé d’Huxelles, Nicolas |
| KURZBESCHREIBUNG | französischer Militär und Diplomat sowie Marschall von Frankreich                   |
| GEBURTSDATUM     | 24. Januar 1652                                                                     |
| GEBURTSORT       | Chalon-sur-Saône                                                                    |
| STERBEDATUM      | 10. April 1730                                                                      |
| STERBEORT        | Paris                                                                               |